# Suggs
Graham McPherson (nascut el 13 de gener 1961), conegut pel seu nom artístic Suggs, és un cantautor, músic, locutor de ràdio i actor anglès.
Amb una carrera musical de quaranta anys, Suggs va fer-se famós a finals de la dècada de 1970 com a cantant principal del grup de ska Madness, que va publicar quinze senzills que van entrar al Top 10 del Regne Unit a les dècades de 1970, 1980 i 1990, com "My Girl", "Baggy Trousers", "Embarrassment", "It Must Be Love", "House of Fun", "Driving in My Car", "Our House", "Wings of a Dove" o "Lovestruck". Suggs va començar una carrera en solitari el 1995, mentre encara era a Madness. Ha publicat dos discos d'estudi i dues recopilacions. En solitari ha tingut èxits com "I'm Only Sleeping", "Camden Town", "Cecilia" i "Blue Day".
Suggs també ha fet d'actor en pel·lícules, teatre i televisió. Està casat i té dues filles.